# Oxygen: Inhale
OXYGEN: INHALE es el séptimo álbum de la banda Thousand Foot Krutch. Fue anunciado para el 26 de agosto de 2014. El 27 de marzo de 2014, la banda anunció que grabarían el nuevo álbum el 21 de abril. En una entrevista en el Rock on the Range, McNevan declaró que el álbum sería lanzado el 26 de agosto de 2014. La banda inició una campaña para recaudar fondos para el álbum en mayo. El primer sencillo, "Born This Way", fue lanzado el 22 de julio. El segundo sencillo "Untraveled Road" fe lanzado el 6 de agosto en Youtube. El 19 de agosto, el álbum completo fue lanzado en iTunes First Play.

## Listado de canciones
| Album release |                   |          |  |
| N.º           | Título            | Duración |  |
| 1.            | «Like A Machine»  | 3:43     |  |
| 2.            | «Untraveled Road» | 3:55     |  |
| 3.            | «Born This Way»   | 3:26     |  |
| 4.            | «Set Me on Fire»  | 3:48     |  |
| 5.            | «Give It to Me»   | 3:39     |  |
| 6.            | «I See Red»       | 4:10     |  |
| 7.            | «Light Up»        | 2:57     |  |
| 8.            | «In My Room»      | 4:39     |  |
| 9.            | «Oxygen»          | 3:51     |  |
| 10.           | «Glow»            | 3:20     |  |